# Anders Sundberg (kyrkomålare)
Anders Sundberg, död troligen 1743 i Karlstad, var en svensk målarmästare och kyrkomålare.
Sundberg skrevs in i Göteborgs Målareämbete 1722 som gesäll hos Sven Wernberg. Han blev mästare 1725 och bosatte sig därefter i Karlstad där han etablerade en målarverkstad. I Västergötland utförde han 1729–1730 omfattande måleriarbeten i Bärebergs kyrka som numera är försvunna. I Värmland utförde han dekorationsmålningar i Östervallskogs kyrka 1735, tak och väggmålningar i Töcksmarks kyrka 1736 och dekormålningar i Karlanda kyrka 1740. 